# オシロメトリック法

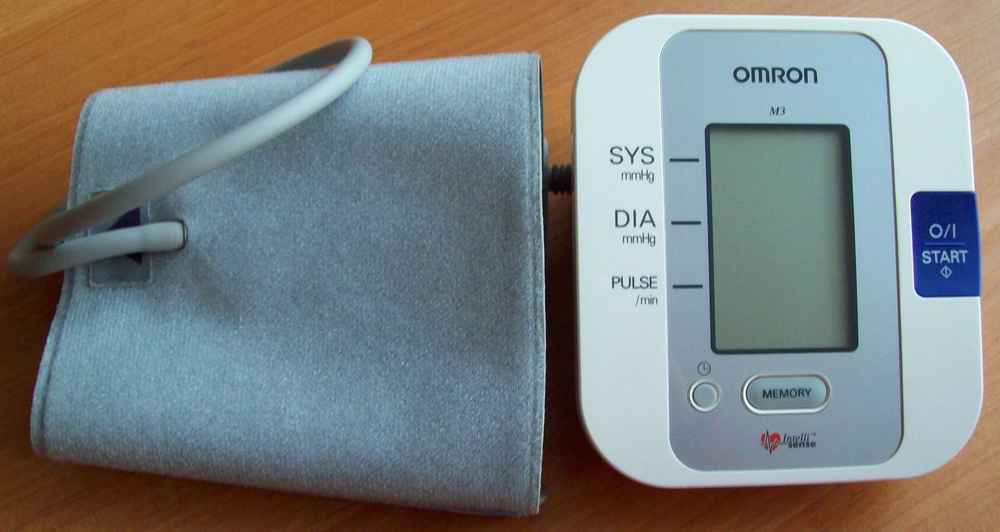
オムロン社の自動血圧計

オシロメトリック法（オシロメトリックほう、英 oscillometric methods）とは血圧の間接測定法の一つである。四肢あるいは尾にカフを巻き、カフを加圧した後、減圧していく。この過程で動脈に振動が起こり、この振動を時相によるパターン解析からアルゴリズムを求め、収縮期血圧と拡張期血圧に近似した値を算出する方法である。水銀血圧計やコロトコフ音による聴診法はリアルタイムで収縮期血圧と拡張期血圧を同定するが、オシロメトリック法では測定を終え、一定の時間後に両者を推定している。カフの振動は血管の部位、血管弾性（硬さ）や径、姿勢、周囲組織に依存し変化するので、血圧計の製造各社によりアルゴリズムや測定精度が異なる。